# Antonio Lauro
Antonio Lauro   (Ciudad Bolívar, 3 d'agost de 1917 - Caracas, 18 d'abril de 1986) va ser un intèrpret veneçolà i un dels principals compositors per a guitarra clàssica del segle xx.

## Biografia
És fill d'Antonio Lauro Ventura, que era barber i músic, nascut a Pizzo Calabro, Itàlia i d'Armida Cutroneo, nascuda a Maratea un poble al sud d'Itàlia, que va ser la inspiració per a la peça musical que porta aquest nom: Armida. El seu pare, que tocava la guitarra i també el bombardí-instrument que havia portat des d'Itàlia- va morir quan ell amb prou feines tenia 5 anys.
El 1922 comença els seus estudis acadèmics a l'escola privada Sagrat Cor de Jesús, a Ciutat Bolívar i, un any després és canviat al Liceu Guaiana on rep classes del mestre César Fragachán durant tres anys. L'octubre del 1926, la família es trasllada a Caracas. Viuen inicialment a la casa dels avis materns, que no veien amb bons ulls que Lauro manifestés interès per aprendre algun instrument musical, alhora que rebutjava els estudis acadèmics. D'això es coneix que als arxius del Ministeri d'Educació es pot verificar que el 1931 va aprovar l'examen d'instrucció primària elemental (quart grau) a la qual cosa va sumar posteriorment pràctiques en diversos oficis.
Els estudis musicals els va realitzar a Caracas a l'edat de 9 anys a l'Acadèmia de Música i Declamació (avui Escola Superior de Música José Ángel Lamas), on va ser deixeble de Vicente Emilio Sojo, Juan Bautista Plaza, Salvador Llamozas i Raúl Borges qui va ser el seu mestre de guitarra clàssica entre 1930 i 1940, a la primera càtedra de Guitarra Clàssica conformada a Veneçuela, fundada pel mestre Borges. Com que mancava de recursos econòmics amb els quals finançar els seus estudis musicals, els va haver de costejar treballant com a guitarrista acompanyant en els programes de l'emissora de ràdio Broadcasting Caracas (actual Radio Caracas Radio). També va ser integrant de l'Orfeó Lamas, fundat per Vicente Emilio Sojo el 1930. El 1935, va fundar i va ser cantant d'un conjunt musical anomenat "Los Cantores del Tròpico", on amb la seva excel·lent veu de baix va començar a destacar com a compositor i arranjador .

## Matrimoni i família
Quan Antonio Lauro es va incorporar a l'Orfeó Lamas va conèixer María Luisa Contreras Quintero, amb qui va contreure matrimoni el 30 de març de 1946. La cerimònia va ocórrer a l'Església Sant Joan, a Caracas i va ser presidida pel pare García, que també formava part del orfeó. A l'església va cantar el grup coral i Evencio Castellanos va tocar l'orgue. Durant els primers anys, la parella va viure al centre de Caracas en una casa ubicada entre els cantons de Maderero a Bucare. Va ser allà on va néixer el fill primogènit Leonardo Lauro Contreras el 1947. Posteriorment, la família es trasllada a un altre habitatge ubicat entre les cantonades de Palo Blanco a Palo Negro, on neix la seva filla Natalia el 1950. El 1955, després de l'empresonament de Lauro, es muden a l'edifici Codazzi, a la urbanització San Bernardino, on va néixer el seu tercer i darrer fill, Luis Augusto.

## Participació política
L'activitat política d'Antonio Lauro va iniciar quan tenia 12 anys i servia de missatger de Luis Padrino i altres normalistes com Luis Beltrán Prieto Figueroa, que feien activitats clandestines contra la dictadura de Juan Vicente Gómez. Tot i això, va ser el 1948 quan va tenir una participació més activa en els assumptes polítics de Veneçuela, arran del cop militar del 24 de novembre de 1948. Igual que molts intel·lectuals i artistes veneçolans va veure en l'enderrocament de Rómulo Gallegos com una victòria de la barbàrie davant de la civilització i la cultura. Lauro es va sumar a l'activitat clandestina. Feia funcions de correu i enllaç, a més d'amagar perseguits polítics a casa seva. També formava part del partit Acción Democrática i de la directiva del Centre Veneçolà-Soviètic, juntament amb Teo Capriles.
Va participar en els preparatius d'una activitat d'insurrecció que es duria a terme el 12 d'octubre de 1951. Tot i això, la Seguretat Nacional va descobrir els plans i va capturar un gran nombre d'activistes. entre ells a Lauro el 21 d'octubre de 1951. Va passar diversos dies sent interrogat a la seu de la policia política i posteriorment va ser traslladat a la Presó Model de Caracas, a Catia, on també estaven detinguts Martin Matos Arreaza, José Agreda, Rafael Cadenas i Jaume Lusinchi.
La seva dona li va fer arribar la seva guitarra Wettengel per continuar les pràctiques. Tot i mantenir un comportament exemplar, va ser traslladat a la presó de San Juan de los Morros, on la dictadura recloïa els presos que considerava de més risc i perillositat. Va ser allà on va compondre l'Himne milicià, amb lletra de Manuel Vicente Magallanes, també pres, que es va convertir en l'himne dels presos polítics de l'època.
Gràcies a la insistència de la seva esposa María Luisa Contreras Quintero, amb el mateix Pedro Estrada, va ser traslladat de nou a la Presó Model de Caracas, el 1952. Allà va passar a retrobar-se amb els seus antics companys de reclusió d'Acció Democràtica, a més d'altres democratacristians com Luis Herrera Campins i José Luis Zapata. En aquest any va compondre dues importants obres, la Suite veneçolana per a guitarra i la Sonata per a guitarra. En passar 11 mesos i 15 dies a la presó, li van atorgar llibertat condicional i havia de presentar-se setmanalment a un control a la Seguretat Nacional.
Un cop va passar la caiguda del règim de Marcos Pérez Jiménez el 1958, la junta militar que liderava el contraalmirall Wolfang Larrazábal, va convocar eleccions. Luis Beltrán Prieto Figueroa, líder d'Acció Democràtica, inclou Antonio Lauro com a candidat a diputat, però no va quedar electe com a principal. El 1961, se separa d'Acció Democràtica, juntament amb la seva esposa María Luisa, i posteriorment va ser proposat infructuosament com a candidat a diputat al Congrés a les eleccions de 1963.

## Compositor i arranjador
El 1947 culmina els seus estudis de Composició. L'informe de les tasques docents de l'Escola Superior de Música destaca que el jurat va atorgar el diploma de Mestre Compositor a Lauro, Gonzalo Castellanos i Carlos Figueredo, amb la qualificació més alta. El diploma apareix signat per Vicente Emilio Sojo, Primo Moschini, Miguel Ángel Calcaño, Ángel Sauce i Innocent Carreño. L'obra que va presentar per optar al grau va ser La copla errante, primer moviment del poema simfònic, Cantaclaro, per a solista, cor i orquestra. El text estava basat en la novel·la homònima de Ròmulo Gallegos, llavors President de la República.
El 25 de juliol de 1954, estrena, com a cantant solista, amb l'Orquestra Simfònica de Veneçuela, i juntament amb el tenor Teo Capriles, la Cantata criolla d'Antonio Estévez, dirigida per l'autor, al Teatre Municipal de Caracas.
Lauro és considerat com un dels principals mestres llatinoamericans de la guitarra clàssica. A l'Orquestra Simfònica Veneçuela va arribar a ocupar el lloc de percussionista, xilofonista i corn solista, així com del trio Raúl Borges, del qual va ser fundador l'any 1942, juntament amb Antonio Ochoa i Flaminia Montenegro de De Sola. Va compondre nombroses obres per a guitarra clàssica sent el vals Natalia una de les més famoses i peça obligada en molts concursos de guitarra. Les seves primeres obres per a aquest instrument van ser especialment valsos veneçolans en mesura de 3/4, que els interpretava en 6/8. Va ser tan gran la qualitat d'aquestes composicions que el guitarrista John Williams va cridar al mestre Lauro el "Strauss de la guitarra". Ara com ara, moltes escoles de música i conservatoris al món tenen dins del seu repertori d'audicions obres d'Antonio Lauro. Un exemple és la Juilliard School of Drama and Music de Nova York, considerada una de les institucions de formació musical més importants del planeta, la qual té dins de les seves exigències d'ingrés per al Mestratge a Guitarra Clàssica la interpretació d'una obra de Lauro.
El mateix mestre Lauro es va distingir com un excel·lent guitarrista, però la seva popularitat va augmentar quan quatre grans mestres van incorporar obres seves als seus programes. Ells van ser: l'espanyol Andrés Segovia, l'australià-britànic John Williams, el cubà Leo Brouwer i el veneçolà Alirio Díaz.
Díaz va ser gran amic de Lauro i va ser el primer guitarrista a tocar la seva obra als més variats escenaris. Lauro de va dedicar a Díaz dues de les seves obres: El valse Carora i el Concert per a guitarra i orquestra, obra, en què Díaz va ser solista del primer enregistrament amb l'Orquestra Simfònica Veneçuela.
Antonio Lauro va morir a Caracas, Veneçuela el 18 d'abril del 1986.
Les seves exèquies van ser realitzades en una funerària que estava ubicada al mateix local on, anys abans, havia funcionat el Col·legi Santiago de León de Caracas, institució en què Lauro va crear i va dirigir un cor que assajava precisament al saló on es va efectuar la seva vetlla.

## Llegat
Actualment hi ha un Concurs Biennal Nacional de Guitarra amb el nom d'Antonio Lauro en homenatge al músic.
Cada any a Ciudad Bolívar i Ciudad Guayana, durant la setmana de la data natal del mestre, es fan concerts de guitarra clàssica interpretats per músics locals i músics convidats commemorant així la gran vida i obres heretades en aquestes regions.
Dins del Conservatori Nacional de Música Juan José Landaeta ubicat a Caracas, la Càtedra de guitarra que hi ha porta el seu nom en honor seu, simbolitzant també un homenatge per la tasca docent que va dur a terme com a mestre en el si d'aquest conservatori.
President de la junta directiva de l'Orquestra Simfònica Veneçuela durant el lapse 1959-1960.

## Reconeixements
En vida Antonio Lauro va rebre diversos premis:
- Premio Vicente Emilio Sojo, en les edicions de 1948, 1955 y 1957.
- Premio Oficial de Música, en els anys 1947, 1948 y 1950.
- Premio Nacional de Música (Veneçuela,1985).
- Hijo Ilustre de Ciudad Bolívar (1977).
- Premio Casa de las Américas (Cuba, 1978).

## Obra
La majoria de les seves obres són valsos porten nom de dones. Les seves peces han recorregut el món, gràcies a l'execució que fes el brillant guitarrista, Alirio Díaz